# Parti de l'alliance nationale pour l'unité
Pour les articles homonymes, voir Parti de l'alliance.
 (décembre 2020).
Si vous disposez d'ouvrages ou d'articles de référence ou si vous connaissez des sites web de qualité traitant du thème abordé ici, merci de compléter l'article en donnant les références utiles à sa vérifiabilité et en les liant à la section « Notes et références ».
Le Parti de l'Alliance Nationale pour l'Unité (PANU) est un parti de la République Démocratique du Congo.

## Histoire
L'idée de création du PANU remonte à l'année 2002 et est le fruit d'une longue concertation entre le Dr André-Philippe Futa et un groupe d'intellectuels et patriotes congolais, à l'occasion du retour au pays du premier cité.
L'objet de la création du parti était d'influer sur la vie politique congolaise et peser sur les dirigeants à défaut de diriger soi même le pays pour obtenir l'amélioration tant du système de gouvernement et des conditions de vie de nos populations. Le PANU résume sa philosophie politique par la formule: Gouverner autrement. 
Finalement créé en octobre 2003, le PANU a été agréé le 17 décembre 2003 par le ministère de l'Intérieur, Décentralisation et Sécurité.
Le parti se joint à l'Alliance pour la majorité présidentielle durant les élections législatives et présidentielle de 2006.

## Membres fondateurs
- Bas-Congo : Jean-Marie Makamba Wanketa, Marcel Kiadi.
- Bandundu : Bosch Makasa Boshimpa, Jean-Pierre Mukwanga Mabala, François Bokona Wipa Bonzali, Franklin Mpoto Iyango.
- Kinshasa : Jérôme Mwele, Innocent Vulazana, Jean-Marie Phanzu.
- Équateur : Maximilien Boika Ibongu, Thomas Bolifa Bumamampia, Célestine Bakemba Nsa.
- Province Orientale : Paulin Tulumba Amboko, Jean-Pierre Minaida Kpasia III, Jean Aima Tshanda.
- Kasaï-Oriental : Faustin Mulambu Mvuluya, Sylvain Joël Bifuila, Mutombo Tshiamala, Joseph Futa Mbombo, Joseph Kalala Ntumba, Charly Mbanga Ilunga, Christine Kayiba.
- Kasaï-Occidental : Dr Kasay Mingashanga, Dr Serge Mpiana Tshipambe, Mingashanga Kwete, Zacharie Kande.
- Nord-Kivu : Christian Tambi Bayene, Philémon Balinabo, Pascaline Ndoole Bindu, Musafiri Ngahangondi, Sylvain Mbalibukira, Octave Kambale Juakali.
- Maniema : Justin Kalumba Mwana Ngongo, Mulohwe Muhendwa, Florien Tambwe Lukanda, Kimanda Kibangula.
- Sud-Kivu : Kafuka Rujamizi, Constantin Clément W.Mateso, Pacifique Byeka Sanda.
- Katanga : Nyembo Zacharie Lumwanga.

## Bureau exécutif du comité directeur national
- Président national : (vacant)
- 1er vice-président : M. Hadrien Yeki Bampembe assure l'intérim de la Présidence
- 2e vice-président : (vacant)
- 3e vice-président : M.Philémon Balinabo
- Secrétaire général : M. Jean-Hérvé Mbelu Biosha
- Secrétaire général adjoint : M. Joseph Futa Mbombo
- Secrétaire général adjoint : M. Yves Ekombolo Engowanga
- Trésorier général : M. Michel Disonama

Il est à noter qu'après le décès du Président national André-Philippe Futa, les élus du Parti ont mis en place un bureau exécutif concurrent de celui qui était désigné par le Congrès. À la suite de cette confusion, le Comité Directeur National a suspendu le secrétaire général Justin Kalumba Mwana Ngongo ainsi que d'autres membres du Bureau.
L'autre mouvance a adopté, à sa tête, une présidence rotative de trois mois, ce qui permettra aux différents députés de devenir président de cette mouvance à tour de rôle. Des discussions sont en cours en vue d'une éventuelle réconciliation entre les membres du parti.
Lors de la première session du Conseil National durant l’été 2008, le Parti s’est doté d’un Présidium ad intérim qui sera chargé de la bonne conduite des activités du PANU pendant que le Président National André-Philippe Futa exercerait ses fonctions de Ministre de l’Économie Nationale et du Commerce. Le Comité Directeur National avait, en mars 2009, dissout le Présidium après avoir constaté que certains élus s'étaient auto-exclus du parti.
Le Présidium était composé des élus ci-après :
- Justin Kalumba Mwana Ngongo (ancien Secrétaire Général du Parti)
- Jean-Marie Bulambo Kilosho
- Charly Wenga Bulambo
- Jean-Pierre Mukeba Tshikala
- Crispin Kalala Mpotoyi
- Sylvain Joël Bifwila Tshamwala (ancien Président national du Parti et actuel Président du Collège des Fondateurs).

Le Conseil National a désigné Floribert Bokanga Nzakomba en tant que Président de cet organe.

## Liste des élus du Parti
Sénateur
- Sylvain Joël Bifuila

Députés Nationaux
- Justin Kalumba Mwana Ngongo
- Jean-Marie Bulambo Kilosho (nommé Ministre de l'Économie nationale dans le Gouvernement du Premier Ministre Adolphe Muzito et remplacé par son suppléant Aubert Kasilembo)
- Charly Wenga Bulambo
- Crispin Kalala Mpotoyi

Députés Provinciaux
- François Kabala Ilunga Mbidi
- Anaclet Mbuyi Tshileo Kamandayi
- Crispin Tshibasu Luaba
- Jean-Marie Bulambo Kilosho (remplacé par son 1er suppléant)
- Yaya Byemba Songa
- Florien Tambwe Lukanda

- André-Philippe Futa a été nommé Ministre de l’Économie Nationale et du Commerce au sein du Gouvernement.
- Jean-Marie Bulambo Kilosho a fait son entrée au Gouvernement comme Ministre de l'Économie Nationale au sein du Gouvernement.